# NNNみやぎTODAY
『NNNみやぎTODAY』（エヌエヌエヌみやぎトゥデイ）は、1980年から1988年4月1日までミヤギテレビで放送された平日夕方のローカル報道番組。

## タイトルの変遷
- 1980年 - 1986年9月26日：みやぎTODAY
- 1986年9月29日 - 1988年4月1日：NNNみやぎTODAY

## 放送日時
- 1980年 - 1987年10月2日 : 月曜 - 金曜 18:00 - 18:30（30分）
- 1987年10月5日 - 1988年4月1日 : 月曜 - 金曜 18:00 - 19:00（60分）

## キャスター
- 沖津省己[1]
- 壺谷暁美[1]
- 渡辺みなみ[1]